# Ich Bin
Ich bin é o primeiro single do quinto álbum de estúdio produzido pela cantora alemã LaFee, chamado Frei. O single foi lançado em 10 de junho de 2011 e o álbum em 19 de agosto de 2011 pela Capitol Records.
Em uma entrevista para a revista alemã Bild, Lafee afirmou que o álbum Frei é muito importante para ela, pois ela afirma ter mudado muito desde o álbum anterior, Ring Frei. Ela afirmou ainda que estava cansada desde o último álbum, pois passava muito tempo longe da família e amigos. LaFee disse que ainda era uma adolescente quando começou a carreira e que sempre lhe disseram como ela deveria agir e o que precisava para si. Então, ela dividiu-se da equipe, banda e agente anteriores e pediu uma mudança no contrato à gravadora, que aceitou. Recentemente, LaFee disse que está pronta para retomar a carreira (ela escreveu sozinha três canções e participou na composição de outras duas). LaFee afirma estar em uma fase mais madura da sua carreira.

## Faixas
- CD single alemão[1]

1. "Ich Bin" – 2:57
2. "Unschuldig" – 3:02

- Single promocional[2]

1. "Ich Bin" – 2:57

- Download digital[3]

1. "Ich Bin" – 2:57
2. "Unschuldig" – 3:02